# Sambas de Caymmi
Sambas de Caymmi é o segundo álbum do cantor e compositor brasileiro Dorival Caymmi, lançado em 1955. Gravado pela Odeon.

## Faixas
1. "Sábado em Copacabana"
2. "Não tem Solução"
3. "Nunca Mais"
4. "Só Louco"
5. "Requebre que eu dou um doce"
6. "Vestido de Bolero"
7. "A Vizinha do Lado"
8. "Rosa Morena"

Todas as canções foram compostas por Dorival Caymmi, excepto as duas primeiras, compostas em colaboração com Carlos Guinle.